# AO Xanthi
AO Xanthi (řecky celým názvem Π.Α.Ε. Ξάνθη Αθλητικός Όμιλος, transkripcí PAE Xanthi Athlitikos Omilos) je řecký fotbalový klub z města Xanthi, který byl založen v roce 1967. Svá domácí utkání hraje na stadionu Xanthi FC Arena s kapacitou 7 244 míst. Do června 2016 byl znám jako Škoda Xanthi (Π.Α.Ε. Skoda Ξάνθη Αθλητικός Όμιλος).
V sezóně 2016/17 skončil klub na 6. místě v řecké Superlize.

## Historie
Klub byl založen jako Atletický klub Xanti v roce 1967 fúzí dvou místních klubů – Aspida a Orfeas. Pohyboval se v nižších fotbalových soutěžích. V roce 1991 vstoupila do klubu firma Viamar S.A. (oficiální importér vozů Škoda v Řecku) vlastněná Christosem Panopoulosem a celek změnil název na Atletický klub Škoda Xanthi (resp. PAE Skoda Xanthi Athlitikos Omilos).
Od roku 1989 hraje v řecké nejvyšší soutěži. V sezóně 2002/03 se poprvé představil v evropské pohárové soutěži – v Poháru UEFA 2002/03. V sezóně 2013/14 se Škoda Xanthi představila v Evropské lize UEFA místo diskvalifikovaného řeckého klubu PAS Giannina, který se potýkal s dluhy. Klub vypadl ve třetím předkole s belgickým Standardem Lutych.
V červnu 2016 došlo ke změně názvu na AO Xanthi.

## Výsledky v evropských pohárech
| Soutěž             | Sezóna  | Kolo        | Soupeř           | Doma | Venku  | Celkem | Postup  |
| ------------------ | ------- | ----------- | ---------------- | ---- | ------ | ------ | ------- |
| Pohár UEFA         | 2002/03 | 1. kolo     | SS Lazio         | 0:0  | 0:4    | 0:4    | vyřazen |
| Pohár UEFA         | 2005/06 | 1. kolo     | Middlesbrough FC | 0:0  | 0:2    | 0:2    | vyřazen |
| Pohár UEFA         | 2006/07 | 1. kolo     | Dinamo Bukurešť  | 3:4  | 1:4    | 4:8    | vyřazen |
| Evropská liga UEFA | 2013/14 | 2. předkolo | Linfield FC      | 0:1  | 2:1 PP | 2:2    | postup  |
| Evropská liga UEFA | 2013/14 | 3. předkolo | Standard Lutych  | 1:2  | 1:2    | 2:4    | vyřazen |

## Čeští hráči v klubu
Seznam českých hráčů, kteří působili v klubu Škoda Xanthi:
- Libor Došek[10]
- David Lafata[11]
- Martin Knakal[12]
- Jiří Krbeček
- Radim Nečas
- Petr Pižanowski[13]
- Roman Sialini
- Martin Vozábal[14]
- Jiří Záleský[15]

## Čeští trenéři v klubu
Seznam českých trenérů, kteří působili v klubu Škoda Xanthi:
- Vladimír Táborský (jako technický ředitel)